# Leptotrichella annamensis
Leptotrichella annamensis là một loài Rêu trong họ Dicranaceae. Loài này được (Paris & Broth.) Ochyra mô tả khoa học đầu tiên năm 1997.